# روسانو براتسی
روسانو براتسی (ایتالیایی: Rossano Brazzi؛ ‏ ۱۸ سپتامبر ۱۹۱۶ – ۲۴ دسامبر ۱۹۹۴) بازیگر و خواننده اهل ایتالیا بود.

## بخشی از فیلم‌شناسی
- ده فرمان (۱۹۴۵)
- عقاب سیاه (۱۹۴۶)
- زنان کوچک (۱۹۴۹)
- آتشفشان (۱۹۵۰)
- میلیدی و تفنگدارها (۱۹۵۲)
- سه سکه در چشمه (۱۹۵۴)
- کنتس پابرهنه (۱۹۵۴)
- کنت آکوئیلا (۱۹۵۵)
- فصل تابستان (۱۹۵۵)
- افسانه گمشدگان (۱۹۵۷)
- آرام جنوبی (۱۹۵۸)
- نوعی لبخند (۱۹۵۸)
- برای عشق… برای افسون… (۱۹۶۷)
- کسب‌وکار ایتالیایی (۱۹۶۹)
- ماجراجویان (۱۹۷۰)
- قصه‌های ممنوعه… دربارهٔ برهنگی (۱۹۷۲)
- پی‌درپی… دنیا با سکس زیباست (۱۹۷۵)
- کاترین و من (۱۹۸۰)
- طالع نحس ۳: درگیری نهایی (۱۹۸۱)
- بهیار (۱۹۸۲)
- شهر ترس (۱۹۸۴)
- راه حل سوم (۱۹۸۸)